# 西色雷斯
西色雷斯是希臘的傳統地理劃分之一，位於奈斯托斯河和馬里查河之間，包括了希臘東北部。色雷斯除了西色雷斯之外還包括了土耳其歐洲部分的東色雷斯及保加利亞南部的北色雷斯。該地區最大的城市是亞歷山德魯波利斯。